# Projet Huemul
Le Projet Huemul est un projet secret proposé par le scientifique autrichien Ronald Richter (en) au gouvernement argentin en 1948.
À la fin des années 1940, un docteur en physique autrichien appelé Ronald Richter avait persuadé le général Perón, président argentin, que l'énergie de fusion était maîtrisable à l'échelle de laboratoire. Il se basait sur le fait que sur une population d'atomes, il y avait statistiquement une fraction (très petite) d'atomes possédant une énergie suffisante pour obtenir la fusion.
Peron lui alloua un budget qui a permis à Richter de s'équiper avec le matériel le plus avancé de l'époque, et il lui a confié la construction de ses installations sur une île dans un lac des Andes Patagoniens, près de la ville de Bariloche, une colonie suisse fondée en 1902. Le projet a été appelé Projet Huemul, selon le nom de l'île.
À la suite d'une erreur d'interprétation dans une expérience de Richter, ce dernier annonça l'obtention de la fusion nucléaire. Malgré cette annonce, qui a suscité beaucoup de controverses, une commission d'enquête à la charge de physiciens argentins est arrivée à la conclusion que Richter n'avait pas obtenu de fusion, et Richter a dû quitter le pays. Le projet a été fermé en 1952.
En 1955, Peron a été remplacé à la suite d'un putsch militaire. Le nouveau gouvernement a donné ce qui restait de l'équipement du laboratoire de Richter à un jeune physicien argentin formé en Angleterre et membre de la commission d'enquête, José Antonio Balseiro. Avec cet équipement, et une poignée de professeurs, il a créé en 1955 l'Institut de Physique qui porte aujourd'hui son nom.
Le Dr Mario Mariscotti narre comme dans un roman les faits dans son livre El secreto atómico de Huemul.